# Bakouma
Bakouma ist eine Stadt in der Präfektur Mbomou im Osten der Zentralafrikanischen Republik. Sie ist die Hauptstadt der gleichnamigen Unterpräfektur. Die Bevölkerung der Kommune Bakouma, die nicht nur die Stadt, sondern auch die Ortschaft Nzacko sowie zahlreiche Dörfer der Umgebung umfasst, wird für das Jahr 2015 mit 28.892 Personen angegeben.

## Lage und Verkehr
Bakouma liegt auf einer Höhe von etwa 545 m an einem Zufluss zum Mbari, der weiter südlich an der Grenze zur Demokratischen Republik Kongo in den Mbomou mündet.
Die Stadt ist über Regionalstraßen (Routes Régionales) mit mehreren Städten verbunden: mit der im Süden liegenden Stadt Bangassou, der Hauptstadt der Präfektur Mbomou; mit der nordwestlich von Bakouma liegenden Stadt Bria, der Hauptstadt der benachbarten Präfektur Haute-Kotto; sowie mit der nordöstlich gelegenen Stadt Yalinga. Etwa 60 Kilometer nördlich von Bakouma, auf dem Weg nach Bria und Yalinga, liegt die Ortschaft Nzacko, die zur Kommune und Unterpräfektur Bakouma gehört.
Am Ostrand der Ortschaft liegt der Flugplatz Bakouma, der jedoch nicht im regulären Flugverkehr angeflogen wird.

## Geologie
Die Zentralafrikanische Republik liegt zwischen dem Kongo-Kraton im Süden und einem anderen kratonischen Gebiet im Norden. Die Bakouma-Formation ist ein Teil eines proterozoischen Sedimentbeckens und besteht aus Dolomit, der Gänge, Sills und Doleritlagen enthält. Es existiert ein System von nach Nordosten einfallenden Brüchen. Durch Lösung der Karbonate im Untergrund (Karst) entstanden Dolinen, die in der Kreidezeit von eisenhaltigem Kalkstein aufgefüllt wurden. Stellenweise sind die Sedimente auch ton-, silikat- und phosphathaltig. In den phospatischen Bereichen gibt es die Uranmineralisationen, die wirtschaftlich von Interesse sind.

## Uranlagerstätten
In der Nähe von Bakouma gibt es Uranerz-Lagerstätten, die 1947 entdeckt wurden. 1956 konnte die Erkundung mit moderneren Methoden erfolgreich abgeschlossen werden. Ein Konsortium zur Ausbeutung der Lagerstätte wurde 1963 gegründet, jedoch wurde nicht mit der Produktion begonnen und 1971 wurde die Aktivität vorerst eingestellt. Nach der Ölpreiskrise 1973 gab es wieder Interesse von einigen Unternehmen und 1975 wurde ein neues Konsortium mit französischer und Schweizer Beteiligung gegründet. Auch die Untersuchungen dieses Konsortiums zeigten auf, dass die Konzentration nicht hoch genug war, sodass das Projekt 1978 beendet wurde.
2006 wurde wieder eine Konzession für das Gebiet vergeben, an die UraMin, die 2007 von der französischen Firma Areva aufgekauft wurde. 2011 wurden die Aktivitäten vor Ort zeitweise eingestellt. Seitdem das Minengelände 2012 von Rebellen, möglicherweise der Lord’s Resistance Army (LRA), angegriffen wurde und da das Gebiet bis 2021 nicht von der Zentralregierung kontrolliert wurde, liegt das Projekt auf Eis, ob es von Areva wieder aufgenommen wird, ist unklar, da die Uran-Gehalte wohl niedriger sind als erwartet. Es wird darüber spekuliert, dass russische Firmen Interesse an den Lagerstätten haben.
Es gab Vorwürfe, die notwendigen Sicherheitsmaßnahmen würden von Areva nicht eingehalten werden und Arbeiter würden ohne Schutzmaterial uranhaltigen Mineralen ausgesetzt werden.
Insgesamt werden etwa 10.000 bis 50.000 Tonnen Uran in der Lagerstätte Bakouma vermutet.

## Geschichte
Bakouma wurde 1892 von belgischen Kolonisatoren gegründet. Es wurde Teil des belgischen Kongo-Freistaates, 1894 wurde es an die Franzosen übertragen und in die Kolonie Französisch-Äquatorialafrika integriert.
Die katholische Kirche von Bakouma heißt Saint André.

### Bürgerkrieg
Im Jahr 2013 wurde die katholische Kirche von Angehörigen der erst kurz zuvor aufgelösten muslimischen Rebellengruppe Séléka angegriffen. Die christlich fundamentalistische Terrorgruppe LRA griff die Gemeinde am 22. Januar 2016 an und plünderte sie.
Bakouma war mindestens zwei bzw. etwa vier Jahre (je nach Quelle) unter der Kontrolle der Anti-Balaka gewesen, als die Stadt am 31. Dezember 2018 von Rebellen der mit dieser verfeindeten Rebellengruppe Front populaire pour la renaissance de la Centrafrique (FPRC) angegriffen wurde. Die Bevölkerung, mehr als 12.000 Personen, floh in den Busch bzw. nach Bangassou. Mindestens vier Menschen wurden getötet. Es gab Berichte, dass die FPRC von russischen Kräften vor Ort Munition erhalten hatte. Es wurde gemutmaßt, dass dies damit zusammenhängen könnte, dass die Anti-Balaka, die zu diesem Zeitpunkt Bakouma beherrschte, Plänen der Zentralregierung, die Bergbaukonzessionen an Russland zu übertragen, kritisch gegenüberstand.
Im Februar 2021 wurde berichtet, dass eine große Anzahl an schwer bewaffneten Rebellen in Bakouma seien. Sie würden die Bevölkerung misshandeln und illegale Abgaben fordern. Auch komme es zu Plünderungen, Vergewaltigungen, Überfällen und Folter. Am 13. März plünderten sie das Krankenhaus. Kurz danach griffen sie Einrichtungen der katholischen Kirche an.
Nachdem die Stadt 8 Jahre lang ununterbrochen von Rebellen kontrolliert worden war, kam Bakouma am 13. Mai 2021 wieder unter die Kontrolle des Staates; die Armee der Zentralafrikanischen Republik und ihre Alliierten hatten die Rebellen aus der Stadt vertrieben. Kurz zuvor waren auch die ersten MINUSCA-Truppen in Bakouma eingetroffen. Diese hatten die Brücken wieder instand gesetzt, die in den vorherigen Monaten von den Rebellen zerstört worden waren, um das Vordringen der staatlichen Kräfte zu erschweren.